# Paul Cognasse
Pour les articles homonymes, voir Cognasse.
 (novembre 2015).
Si vous disposez d'ouvrages ou d'articles de référence ou si vous connaissez des sites web de qualité traitant du thème abordé ici, merci de compléter l'article en donnant les références utiles à sa vérifiabilité et en les liant à la section « Notes et références ».
Paul Cognasse né à Angoulême le 10 février 1914 et mort le 16 mars 1993 à Tulle est un peintre, sculpteur et verrier français.

## Biographie
- Si vous ne connaissez pas le sujet, laissez ce bandeau (vous pouvez alors contacter les auteurs).
- Si vous supprimez le contenu mis en cause (vous pouvez préalablement contacter les auteurs),

argumentez précisément cette suppression dans la page de discussion
(un manque de référence n'est pas un argument ; une recherche réelle de référence doit avoir été effectuée, être formellement documentée).
Paul Louis Marcel Cognasse naît le 10 février 1914, à Angoulême, dans une famille d'industriels aisés. Ses parents le destinent à la carrière d'ambassadeur, mais il passe tout son temps libre à dessiner et à sculpter, notamment la pierre en taille directe. Après de brillantes études secondaires, il se présente et obtient la même année un bac de philosophie et de mathématiques, puis fera des études d'allemand à la faculté de Poitiers, sous la direction du philosophe germaniste et esthéticien André Fauconnet.
Il fait de longs séjours en Allemagne et en Hongrie. Il épouse en premières noces Laure Lévy, musicienne amateur, et de cette union naît Henri, qui deviendra peintre et sculpteur connu sous le nom de Pronzacq (1938-1988), et une fille, Claude, interprète, traductrice d'allemand et peintre amateur (1942-1991).
En 1939, il fait la connaissance en Hongrie du peintre et sculpteur Joseph de Molnar qui aura une influence déterminante sur sa carrière, lui faisant quitter la voie de la diplomatie pour celle de l'art.
Lorsqu'éclate la Seconde Guerre mondiale, le couple s'installe à Bazoches-lès-Bray (Seine-et-Marne) et Paul Cognasse devient instituteur tout en poursuivant son activité artistique.
Il épouse en secondes noces Jeanne Michau, dite Calern, elle-même dessinatrice et sculptrice, dont il fait la connaissance par l'intermédiaire d'un de ses élèves, Simon Michau, frère de cette dernière. De cette union naîtront six filles, dont la première en 1947. Le couple d'artistes s'installe à Biot, comme beaucoup d'artistes de cette époque et au Cros-de-Cagnes, à Cagnes-sur-Mer. En 1950, ils emménagent au Plessis-Robinson dans les cités d'artistes où ils bénéficient d'un atelier spacieux pour la sculpture et lumineux pour la peinture en bordure du parc Henri Sellier, au 2, rue Lucien-Arrufat. Parmi les voisins, le journaliste Georges Pagnoud, les amis viennent souvent rendre visite au couple : la chanteuse Colette Magny, l'architecte Colboc. À partir de 1970, il fait seul de fréquents séjours à Saint-Bonnet Elvert où la famille le rejoint aux vacances, puis le couple et ses filles finiront par s'y installer définitivement dans l'ancien presbytère.
Paul Cognasse est également passionné de musique et joue du piano tous les soirs tard dans la nuit. Il aimait à dire que la peinture abstraite ne l'était pas plus que la musique instrumentale et notamment le contrepoint que l'on trouve dans les fugues de Jean-Sébastien Bach.
Il est également passionné de linguistique et il a étudié, hormis l'allemand, le hongrois et le russe et s'est intéressé au chinois, au japonais et même aux langues mortes comme l'égyptien, le sumérien, l'étrusque et les différentes écritures anciennes telles que le cunéiforme.
Esprit universel, il mène des recherches approfondies en mathématiques et physique fondamentale allant même jusqu'à chercher le secret de la beauté de certaines œuvres musicales comme le Canon de Pachelbel.
Il obtient des commandes dans le cadre du 1 % artistique pour la décoration d'établissements publics et travaille avec différents architectes, dont Colboc.
La peinture de cet artiste entièrement autodidacte se divise en trois phases.
Une première période de peinture figurative à tendance fluctuante entre l'expressionnisme et le surréalisme, avec une influence du futurisme. Une deuxième période, de 1945 à 1957, avec des œuvres conçues à partir de recherche sur la couleur et la forme, étude de familles de courbes mathématiques et de systèmes de courbes orthogonaux. Il étudie les possibilités d'organiser l’espace et d'élaborer des systèmes de projections colorées (alors techniquement irréalisables). Il exécute des peintures fluorescentes, et organise deux expositions avec son épouse Calern à la galerie Colette Allendy, où ils font la connaissance de Xavier Zevaco. Il élabore des projets de tableaux formés de tubes luminescents ou de cellules électroluminescentes. Ces recherches basées sur des études mathématiques débouchent sur des œuvres « géométriques ». Une troisième période, dès mars 1957, se caractérise par un retour à la peinture plus libre dans l'aboutissement de ses recherches.
Paul Cognasse meurt le 16 mars 1993 à Tulle et est inhumé le 17 mars 1993 à Saint-Simeux (Charente)[réf. nécessaire].

## Œuvres dans les collections publiques
Algérie
- Alger : Tombeau du poète Marcello Fabri (1889-1945), lave en taille directe.

France
- Antibes, musée Picasso : Femme à la cafetière, huile sur contreplaqué.
- Beynat, église Saint-Pierre : vitraux abstraits ornant la fenêtre de la chapelle baptismale et celle donnant dans l'escalier de la tribune, 1981.
- Béziers, CES : sculpture.
- Bort-les-Orgues, groupe scolaire Jean-Jaurès : fresque du réfectoire.
- Brive-la-Gaillarde :
  - groupe scolaire : fresque du réfectoire.
  - église des Rosiers : Christ bénissant, taille directe en racine de noyer.
- Cagnes-sur-Mer, château Grimaldi.
- Crèvecœur-le-Grand : motif de sculpture en polyester orné de mosaïque de verre éclaté.
- Dammarie-les-Lys : sculpture.
- Joué-lès-Tours : sculpture et mosaïques composite à l'Antique.
- Larche, CEG : sculpture.
- La Rochelle, groupe scolaire : sculpture.
- Laval-sur-Luzège : vitraux.
- Meymac, école : mosaïques.
- Montereau-Fault-Yonne, ZUP : sculpture.
- Paris :
  - Archiwebture, Centre des Archives de l'IFA : Fonds Auguste Perret, pièce no 535P.
  - collections de la Ville de Paris.
  - musée national d'Art moderne :
    - Sur le marché d'Antibes, 1949, aquarelle sur papier ;
    - La Baie de Cnossos, 1957, huile sur contreplaqué.

  - palais Bourbon.
  - palais du Luxembourg.
- Poitiers, musée Sainte-Croix : Figure féminine debout, 1955, statue en plâtre patinée, bronze doré.
- Reignac : vitraux, 1984.
- Reygade, église Saint-Eutrope et Saint-Caprais : vitraux et chemin de croix en 14 bas-relief, 1983.
- Saint-Cyr-l'École : mosaïques de verre sur des entrées d'immeuble[Lesquels ?].
- Sédières, château de Sédières.
- Saint-Denis, square de Geyter.
- Versailles, rectorat.

Israël
- Rehovot, musée[Lequel ?].

## Publications
Articles sur l'art dans les revues L'Âge nouveau, L'Actualité artistique internationale, Preuves, Art d'aujourd’hui.[réf. nécessaire]

## Expositions
- Paris, galerie Montparnasse, 1939.
- Paris, galerie Jeanne Bucher, du 15 avril au 1er mai 1948, avec Roberta González, Lucy Citti Ferreira.
- Galerie Suzanne Michel, Paris 1950[3].
- Galerie Colette Allendy, Paris 1950.
- Galerie Paul Facchetti[Où ?].
- Galerie des Grands Augustins[Où ?].
- Galerie UFOLEA, Lorient.
- Galerie Jean Mermoz[Où ?].
- Galerie Hoche-Saint-Honoré[Où ?].
- Galerie Argos, Nantes.
- Galerie Les Artisans-Créateurs d'Art, Brive.
- Mairie d'Ussel.
- Château de Sédières, Clergoux, 1975.
- Galerie Lubin, Angoulême.
- Le Moulin à papier de Fleurac.
- Nersac.
- Galerie Colette Lajunias, Brive.
- Musée Sainte-Croix, Poitiers, 1955, Figure féminine debout (plâtre).

## Salons
- Salon d'automne.
- Salon des Tuileries.
- Salon de la jeune sculpture.
- Salon des réalités nouvelles.
- New York, États-Unis.
- Dallas, États-Unis.
- Tokyo, Japon.

## Hommage
Son œuvre a inspiré le compositeur de musique Boris Petrov, qui a créé Tango en hommage à l'abstraction lyrique, filmée en 2006 et présenté lors de la 20e Rencontres Arthésée